# Византийско-монгольские отношения

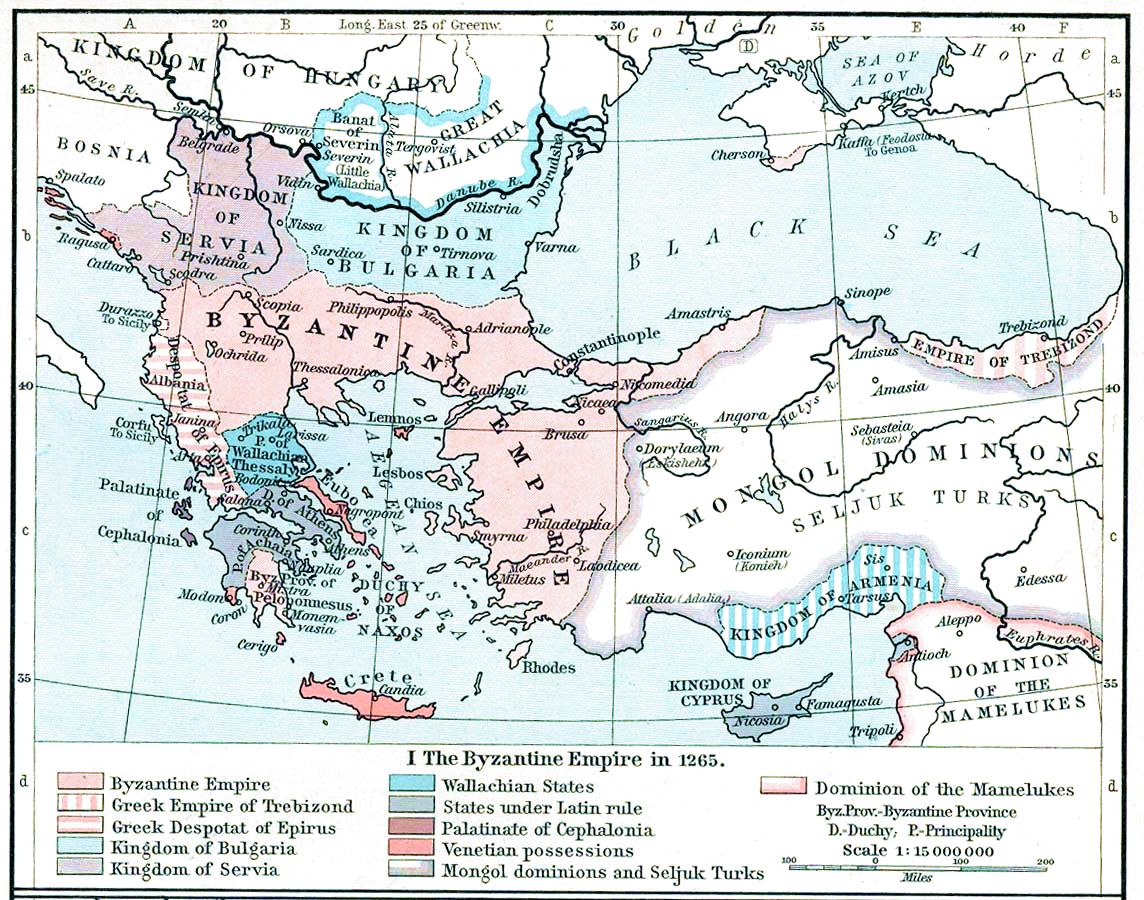
Монгольские государства граничили с Византией в течение нескольких десятилетий около 1265 года.

Византийско-монгольские отношения развивались с середины XIII века, когда Византийская империя пыталась наладить дружественные отношения с Золотой Ордой и государством Хулагуидов, находившимися в постоянных войнах друг с другом. Переговоры включали многочисленные обмены подарками, военное сотрудничество и династические браки, но были прекращены к середине XIV века.

## Начало дипломатических отношений
После поражения в битве при Кёсе-даге в 1243 году Трапезундская империя признала себя вассалом монголов, что открыло кочевникам дальнейший путь вглубь полуострова Малая Азия. В Никейской империи сразу же началось повсеместное обновление городских укреплений, а император Латинской империи Балдуин II де Куртене в начале 1250-х годов отправил в Монголию к хану Мунке посольство во главе с рыцарем Бодуэном де Эно. Тогда же в ханскую ставку было отправлено посольство от императора Никейской империи Иоанна Ватаца. Это положило начало дипломатическим отношениям между двумя странами.

## Альянс при императоре Михаиле VIII (1259—1282)

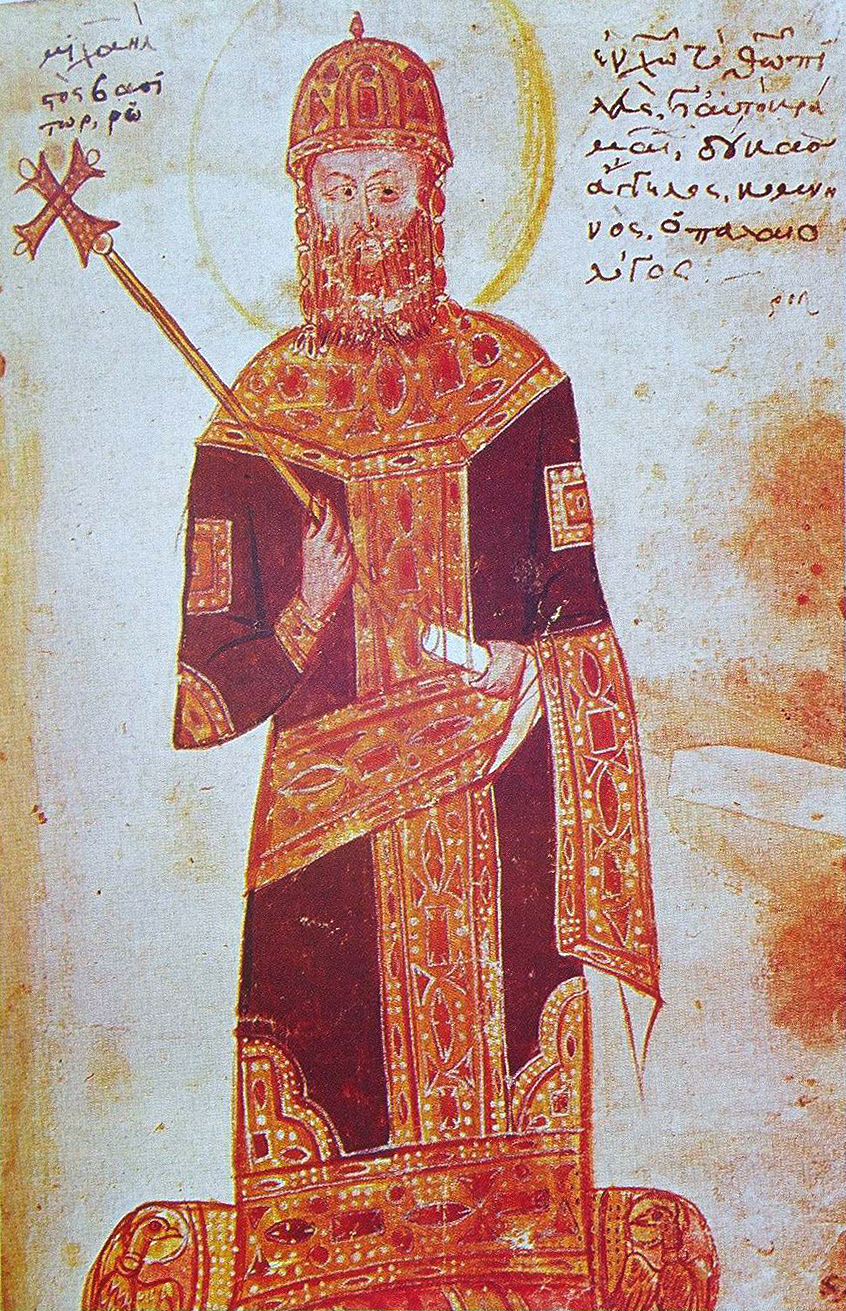
Михаил VIII Палеолог.

Император Михаил VIII после восстановления в 1261 году Византийской империи стремился всячески не допустить вторжения монголов путём поддержания с ними мирных взаимоотношений и династических браков. Сначала он заключил мирное соглашение с Золотой Ордой в 1263 году, а спустя два года выдал свою внебрачную дочь Марию Палеолог за правителя государства Хулагуидов ильхана Абака, заключив с ним союзный договор. Однако, предотвратить вторжение кочевников императору не удалось. Хан Золотой Орды Берке, недовольный заключением союза между Византией и главным своим противником на Кавказе государством Хулагуидов, организовал в том же 1265 году совместный монгольско-болгарский поход на Византию. Войска союзников разграбили Фракию и вынудили Михаила VIII освободить египетское посольство, которое тот задержал в Константинополе. После этого монголы неоднократно вторгались на территорию Византии. В 1273 году после очередного набега Михаил VIII отдал в жёны золотоордынскому беклярбеку Ногаю свою дочь Евфросинию Палеолог. Благодаря этому союзу он использовал монгольскую помощь во время двух болгарских походов на Византию в 1273 и 1279 годах. Монгольский отряд численностью 4000 воинов был отправлен в Константинополь и в 1282 году для борьбы с деспотатом Фессалии.

## Альянс при императоре Андронике II (1282—1328)

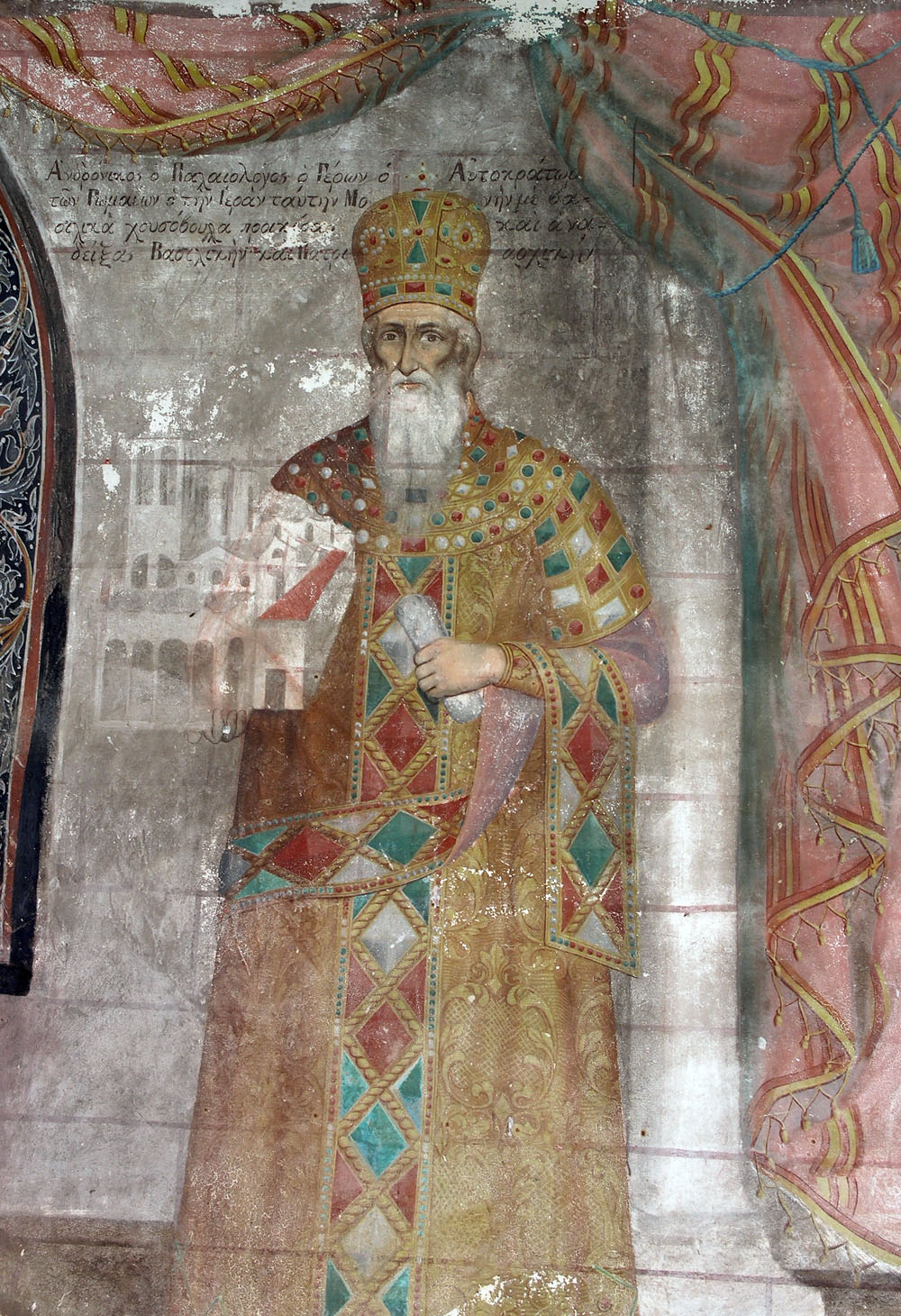
Андроник II Палеолог.

После восшествия на престол в 1282 году Андроник II продолжил политику своего отца по поддержанию мирных взаимоотношений с монгольскими государствами. Около 1295 года он предложил правителю государства Хулагуидов Газан-хану династический брак в обмен на помощь монголов в борьбе с турками-сельджуками на восточных границах империи. Газан принял предложение, а также пообещал военную поддержку. Однако в 1304 году он умер, но его преемник Олджейту продолжил переговоры, заключив в 1305 году с Византией союзный договор. В 1308 году Олджейту отправил монгольское войско численностью 30 000 воинов в Малую Азию, вернув Византии захваченную ранее турками Вифинию. Андроник II стремился поддержать мир и с Золотой Ордой, выдав двух своих дочерей за ханов Тохту и Узбека.

## Конец мирных взаимоотношений
В конце правления Андроника II отношения между Византийской империей и Золотой Ордой резко испортились. В 1324 годов монголы вторглись во Фракию, в очередной раз разграбив её, хотя новый император Андроник III Палеолог смог разбить их в сражении. В связи с распадом государства Хулагуидов после смерти в 1335 году ильхана Абу Саида Византия потеряла и своего главного союзника на востоке. В 1341 году монголы даже планировали захватить Константинополь, и император Андроник III был вынужден отправить к ним посольство, чтобы предотвратить вторжение.